# ساتوشي إيشي
ساتوشي إيشي (باليابانية: 石井慧؛ بالكانا: いしい さとし) هو فنان قتال مختلط ياباني، ولد في 19 ديسمبر 1986 في إيباراكي ‏ في اليابان.

## وصلات خارجية
- ساتوشي إيشي على موقع بوكس ريك (الإنجليزية) (registration required)
- ساتوشي إيشي على موقع الفيدرالية الدولية للجودو (الإنجليزية)
- ساتوشي إيشي على موقع JudoInside.com (الإنجليزية)
- ساتوشي إيشي على موقع AllJudo.net (الفرنسية)
- ساتوشي إيشي على موقع بيلاتور (الإنجليزية)
- ساتوشي إيشي على موقع شيردوغ (الإنجليزية)
- ساتوشي إيشي على موقع Tapology.com (الإنجليزية)
- ساتوشي إيشي على موقع فايت ماتريكس (الإنجليزية)
- ساتوشي إيشي على موقع إي إس بي إن (الإنجليزية)
- ساتوشي إيشي على موقع قاعدة بيانات المصارعة على الإنترنت (الإنجليزية)
- ساتوشي إيشي على موقع IMDb (الإنجليزية)